# Ya Königsmark
Ya (Ivar) Königsmark, död senast 1379, var en svensk fogde.

## Biografi
Ya Königsmark var 1376 slottsfogde på Stockholms slott. Han avled tidigast 1379.

### Familj
Königsmark var gift med Helga Anundsdotter (Rörik Birgerssons ätt), dotter till riddaren och riksrådet Anund Röriksson (Rörik Birgerssons ätt) och Cecilia Magnusdotter (Ivar Nilssons ätt). Helga Anundsdotter var änka efter riddaren Valdemar Eriksson.